# Cotu (okręg Botoszany)
Cotu – wieś w Rumunii, w okręgu Botoszany, w gminie Copălău. W 2011 roku liczyła 677 mieszkańców.